# Diictodon
 Diictodon là một chi Dicynodontia phân lớp một cung bên sống vào thời kỷ Permi 225 triệu năm trước. Hóa thạch đã được tìm thấy ở châu Phi và châu Á (trên thực tế, gần một nửa số mẫu vật có xương sống của Permian được tìm thấy ở Nam Phi là của Diictodon). Động vật ăn cỏ nhỏ này là một trong những synapsidae thành công nhất trong thời kỳ Permian.